# Jeff Larentowicz
Jeff Larentowicz est un joueur international américain de soccer, né le 5 août 1983 à Pasadena (Californie) qui joue au poste de milieu de terrain en Major League Soccer pendant toute sa carrière, entre en 2005 et 2020.

## Biographie
Le 5 avril 2021, après une illustre carrière de seize saisons en Major League Soccer, couronnée de six titres, il met un terme à sa carrière sportive.

## Statistiques
| Saison                | Club                                 | Championnat           | Championnat | Championnat | Coupe(s) nationale(s) | Coupe(s) nationale(s) | Compétition(s) continentale(s) | Compétition(s) continentale(s) | Compétition(s) continentale(s) | Séries | Séries | États-Unis | États-Unis | Total | Total |
| Saison                | Club                                 | Division              | M.          | B.          | M.                    | B.                    | Comp.                          | M.                             | B.                             | M.     | B.     | M.         | B.         | M.    | B.    |
| 2005                  | Phantoms du New Hampshire (prêt)     | USL-2                 | 5           | 0           | -                     | -                     | -                              | -                              | -                              | -      | -      | -          | -          | 5     | 0     |
| 2005                  | Revolution de la Nouvelle-Angleterre | MLS                   | 1           | 0           | 1                     | 0                     | -                              | -                              | -                              | -      | -      | -          | -          | 2     | 0     |
| 2006                  | Revolution de la Nouvelle-Angleterre | MLS                   | 26          | 1           | 1                     | 0                     | CCC                            | 0                              | 0                              | 4      | 0      | -          | -          | 31    | 1     |
| 2007                  | Revolution de la Nouvelle-Angleterre | MLS                   | 28          | 3           | 3                     | 1                     | -                              | -                              | -                              | 4      | 0      | -          | -          | 35    | 4     |
| 2008                  | Revolution de la Nouvelle-Angleterre | MLS                   | 28          | 4           | 0                     | 0                     | SL+LCC                         | 4+2                            | 0+0                            | 2      | 0      | -          | -          | 36    | 4     |
| 2009                  | Revolution de la Nouvelle-Angleterre | MLS                   | 28          | 1           | 1                     | 1                     | SL                             | 4                              | 1                              | 2      | 0      | -          | -          | 35    | 3     |
| Sous-total            | Sous-total                           | Sous-total            | 111         | 9           | 6                     | 2                     | -                              | 10                             | 1                              | 12     | 0      | 0          | 0          | 139   | 12    |
| 2010                  | Rapids du Colorado                   | MLS                   | 30          | 4           | 2                     | 0                     | -                              | -                              | -                              | 4      | 0      | 1          | 0          | 37    | 4     |
| 2011                  | Rapids du Colorado                   | MLS                   | 34          | 7           | 0                     | 0                     | LCC                            | 4                              | 1                              | 3      | 0      | 3          | 0          | 44    | 8     |
| 2012                  | Rapids du Colorado                   | MLS                   | 32          | 3           | 1                     | 0                     | -                              | -                              | -                              | -      | -      | -          | -          | 33    | 3     |
| Sous-total            | Sous-total                           | Sous-total            | 96          | 14          | 3                     | 0                     | -                              | 4                              | 1                              | 7      | 0      | 4          | 0          | 114   | 15    |
| 2013                  | Fire de Chicago                      | MLS                   | 32          | 2           | 4                     | 0                     | -                              | -                              | -                              | -      | -      | -          | -          | 36    | 2     |
| 2014                  | Fire de Chicago                      | MLS                   | 33          | 6           | 4                     | 1                     | -                              | -                              | -                              | -      | -      | -          | -          | 37    | 7     |
| 2015                  | Fire de Chicago                      | MLS                   | 29          | 6           | 1                     | 0                     | -                              | -                              | -                              | -      | -      | -          | -          | 30    | 6     |
| Sous-total            | Sous-total                           | Sous-total            | 94          | 14          | 9                     | 1                     | -                              | 0                              | 0                              | 0      | 0      | 0          | 0          | 103   | 15    |
| 2016                  | Galaxy de Los Angeles                | MLS                   | 23          | 1           | 4                     | 0                     | LCC                            | 0                              | 0                              | 3      | 0      | -          | -          | 30    | 1     |
| 2017                  | Atlanta United                       | MLS                   | 33          | 1           | 1                     | 0                     | -                              | -                              | -                              | 1      | 0      | -          | -          | 35    | 1     |
| 2018                  | Atlanta United                       | MLS                   | 34          | 1           | 0                     | 0                     | -                              | -                              | -                              | 4      | 0      | -          | -          | 38    | 1     |
| 2019                  | Atlanta United                       | MLS                   | 27          | 0           | 2                     | 0                     | LCC+CC                         | 4+1                            | 0+1                            | 3      | 0      | -          | -          | 37    | 1     |
| 2020                  | Atlanta United                       | MLS                   | 19          | 2           | -                     | -                     | LCC                            | 3                              | 0                              | -      | -      | -          | -          | 22    | 2     |
| Sous-total            | Sous-total                           | Sous-total            | 113         | 4           | 3                     | 0                     | -                              | 8                              | 1                              | 8      | 0      | 0          | 0          | 132   | 5     |
| Total sur la carrière | Total sur la carrière                | Total sur la carrière | 442         | 42          | 25                    | 3                     | -                              | 22                             | 3                              | 30     | 0      | 4          | 0          | 523   | 48    |

## Palmarès
| Revolution de la Nouvelle-Angleterre (2)                                                                                  | Rapids du Colorado (1)           | Atlanta United (3)                                                                                                   |
| --- | -------------------------------- | --- |
| - Lamar Hunt U.S. Open Cup : - Vainqueur : 2007 - SuperLiga : - Vainqueur : 2008 - Coupe MLS : - Finaliste : 2006 et 2007 | - Coupe MLS : - Vainqueur : 2010 | - Coupe MLS : - Vainqueur : 2018 - Campeones Cup : - Champion : 2019 - Lamar Hunt U.S. Open Cup : - Vainqueur : 2019 |